# IC 4302
IC 4302 је спирална галаксија у сазвјежђу Ловачки пси која се налази на листи објеката дубоког неба у Индекс каталогу.
Деклинација објекта је + 33° 28' 46" а ректасцензија 13h 35m 35,9s. Привидна величина (магнитуда) објекта IC 4302 износи 15,1 а фотографска магнитуда 15,8. IC 4302 је још познат и под ознакама UGC 8580, MCG 6-30-51, FGC 1641, PGC 47935.